# Empress (Canada)
Empress è un villaggio del Canada, situato nella provincia dell'Alberta, nella divisione No. 4.